# Giulia Farnese
Giulia Farnese (* 1474 in Canino oder Capodimonte; † 23. März 1524 in Rom), genannt la Bella, war eine der Mätressen des Borgia-Papstes Alexander VI. und Schwester von Papst Paul III.

## Leben

### Familie
Giulia Farnese wurde im Jahre 1474 im Palazzo Farnese als Tochter von Pier Luigi Farnese dem Älteren, Herr von Capodimonte, und Giovanna Caetani, Tochter von Onorato III. Caetani, dem Herzog von Sermoneta, in Canino, einem Ort in der Nähe des Bolsenasees im Norden von Rom, geboren. Einer ihrer Vorfahren mütterlicherseits war Benedikt Caetani, bekannt als Papst Bonifatius VIII. (1294–1303). Die Großeltern väterlicherseits waren Ranuccio Farnese der Ältere, der Gründer der Dynastie Farnese, und Agnes Monaldeschi, Mitglied einer alten und adligen Familie aus Orvieto. Sie hatte drei Brüder und zwei Schwestern. Ihr ältester Bruder Angelo wurde im Januar 1465 geboren und erbte nach dem Tod des Vaters im Jahr 1487 zusammen mit seinem Bruder Alessandro das Vermögen und die Immobilien. Am 11. Mai 1488 heiratete er Lella Orsini, mit der er nur weibliche Nachkommen hatte. Seine Tochter Francesca Farnese heiratete Guido Sforza, zweiter Graf von Santa Fiora. Angelo Farnese starb im Mai 1494 an der Pest, sodass sein jüngster Bruder Bartolomeo Farnese anstelle seines Bruders Graf von Montalto und Canino wurde. Er wurde 1470 geboren und heiratete Iolanda Monaldeschi, mit der er den Sohn Pedro Bertodolo Farnese und die Töchter Isabella und Cecilia hatte. Bartolomeo starb im Jahr 1552 und war Begründer des Herzogtums Latera, das bis 1668 bestand. Der zweitälteste Bruder Alessandro wurde am 29. Februar 1468 geboren und war ein Notar, der aber eine kirchliche Laufbahn verfolgte und später Papst wurde. Die Schwester Giulias, Girolama, wurde 1466 geboren und wurde am 1. November 1505 von ihrem Stiefsohn Giovanni Battista dell’Anguillara im Schloss von Stabiae wegen angeblicher Untreue mit einem Schwert ermordet. In erster Ehe heiratete sie am 10. November 1483 Puccio Pucci. Aus ihrer zweiten Ehe mit Graf Giuliano dell’Anguillara und Stabiae, die am 15. Februar 1495 geschlossen worden war, stammte die Tochter Isabella (Elisabeth) della Anguillara, die später Galeazzo Farnese, den Enkel Bartolomeos, ehelichte und mit ihm die Töchter Violante Farnese und Giulia Farnese hatte. Die andere Schwester, Beatrice, wurde 1469 geboren und war ab 1490 Nonne eines Benediktinerklosters. Sie starb 1507 als Äbtissin des Klosters San Bernardino in Viterbo.
Laut den Beschreibungen von Cesare Borgia, Sohn von Alexander VI., und Lorenzo Pucci, Bruder des ersten Ehemannes ihrer Schwester Girolama, soll Giulia schwarze Augen, lange dunkle Haare, ein rundes Gesicht, einen klaren und hellen Teint und eine außergewöhnliche Ausstrahlung gehabt haben. Weiters soll sie sehr schön, energisch, elegant, schlank und von durchschnittlicher Größe gewesen sein.

### Geliebte des Papstes

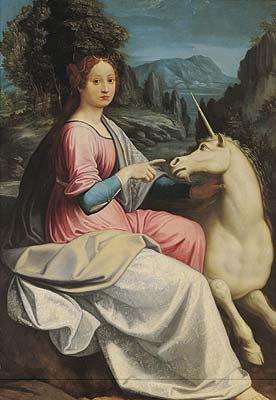
Dame mit Einhorn von Luca Longhi, mögliches Porträt von Giulia Farnese

Schon bei ihrer Geburt war vereinbart worden, dass Giulia Farnese ein Mitglied der Familie Orsini ehelichen sollte. Am 21. Mai 1489 heiratete sie Orsino Orsini, genannt „der Einäugige“ und Graf von Bassanello. Er war der Sohn von Adriana de Mila und Ludovico Migliorati und somit Enkel von Gentile Migliorati und Elena Orsini väterlicherseits und Pedro de Milà, Baron von Masalaves, und Cubella Dolce mütterlicherseits. Pedro de Milà war ein Cousin Rodrigo Borgias. Die von den Familien arrangierte Hochzeit fand im Palast des Vormunds des Orsini, des valencianischen Kardinals Rodrigo Borgia, statt. Neben dem Kardinal waren auch der Notar Beneimbene, der Bischof Martini von Segovia, die aragonesischen Domherren Garcetto und Caranza, der Römer Giovanni Astalli, Angelo Farnese, der Protonotar Giacomo und sein Bruder Don Nicola Gaetani als Oheime der Braut Zeugen dieser Vermählung in der „Kammer der Sterne“. Die Mitgift Giulia Farneses betrug 3000 Goldgulden. Nach Abschluss des Ehekontrakts wurde am 21. Mai 1489 im Palast der Borgia unter Teilnahme weiterer Gäste wie dem Kardinal Gianbattista Orsini und Raynald Orsini, dem Erzbischof von Florenz, die rechtliche Verbindung des jungen Paars gefeiert.
Giulia Farnese und ihr Ehemann wohnten nach der Hochzeit abwechselnd im Schloss Vassanello und im Palazzo Orsini (heute Palazzo Taverna) auf dem Monte Giordano im Rione Ponte in Rom. In diesem Palast, wo auch Adriana de Mila wohnte, hatten sich Rodrigo Borgia und Giulia bereits vor ihrer Vermählung kennengelernt. Es ist aber ungewiss, wann genau Rodrigo sich in Giulia Farnese verliebte und die Affäre begann. Adriana de Mila gab schließlich ihre Zustimmung, um den sozialen Status ihres Sohnes im Vatikan zu erhöhen. Seine unehelichen Kinder aus der Verbindung mit der Römerin Vanozza de’ Cattanei wurden in die Obhut von Adriana de Mila, der Schwiegermutter Giulia Farneses, gegeben und wohnten mit ihr und Giulia im Palazzo Santa Maria in Portico, der sich in der Nähe des Vatikans befand und regelmäßige Besuche Rodrigos ermöglichte. Dessen Tochter Lucrezia Borgia und Giulia wurden enge Freundinnen. Im Jahre 1492 gebar Giulia Farnese eine Tochter des Kardinals, die den Namen Laura erhielt. Die Römer verspotteten die junge Geliebte des mächtigen Kardinals und Vizekanzlers des Papstes als „Braut Christi“, eine eigentlich Nonnen vorbehaltene Bezeichnung.
Nachdem Rodrigo Borgia am 11. August 1492 zum Papst Alexander VI. gewählt worden war, nutzte die Familie Farnese den Einfluss Giulias auf den Papst, um insbesondere deren Bruder Alessandro Farnese in der kirchlichen Hierarchie aufsteigen zu lassen. Im Alter von 25 Jahren wurde Alessandro tatsächlich zum Kardinal ernannt. Dieser beim römischen Volk mit dem Ausdruck „Cardinal Gonella“ („Röckchen“) und „Cardinal Fregnese“ („Möse“) verhöhnte junge Mann sollte mehr als 30 Jahre später als Paul III. der mächtige Papst der Gegenreformation werden. Seinen Aufstieg verdankte er nicht zuletzt den Liebeskünsten seiner Schwester Giulia.
Im Jahr 1494 zog sie kurzzeitig den Ärger des Papstes auf sich, als sie trotz Warnungen vor der drohenden französischen Invasion Italiens unter der Führung König Karls VIII. das sichere Pesaro verließ und ihren todkranken Bruder Angelo Farnese in Capodimonte besuchte. Bei ihrer Rückkehr nach Rom wurden sie und Adriana de Mila vom französischen Hauptmann Yves d’Allegre gefangen genommen, der vom Papst ein Lösegeld in Höhe von 3.000 Dukaten für die sichere Rückgabe Giulias forderte und auch erhielt. In einem Brief des Gesandten von Ferrara ist darüber nachzulesen:

„Der Papst würde auch mehr als fünfzigtausend Dukaten bezahlt haben, um Julia wieder an seiner Seite zu haben. Wie er sagt, ist sie sein Alles, sein Herz und seine Seele. Darum ging er ihr auch entgegen, gekleidet wie ein Stutzer im schwarzen Wams mit Borten aus Goldbrokat, mit einem schönen Gürtel spanischer Mode und Dolch und Degen im Gehänge.“

Die Beziehung zwischen Giulia Farnese und Papst Alexander endete wahrscheinlich im Jahr 1499 oder 1500. Die Gründe für die Trennung sind unbekannt, doch wahrscheinlich wurde Giulia aufgrund ihres Alters durch jüngere Geliebte ersetzt.

### Leben nach dem Tod Papst Alexanders VI.

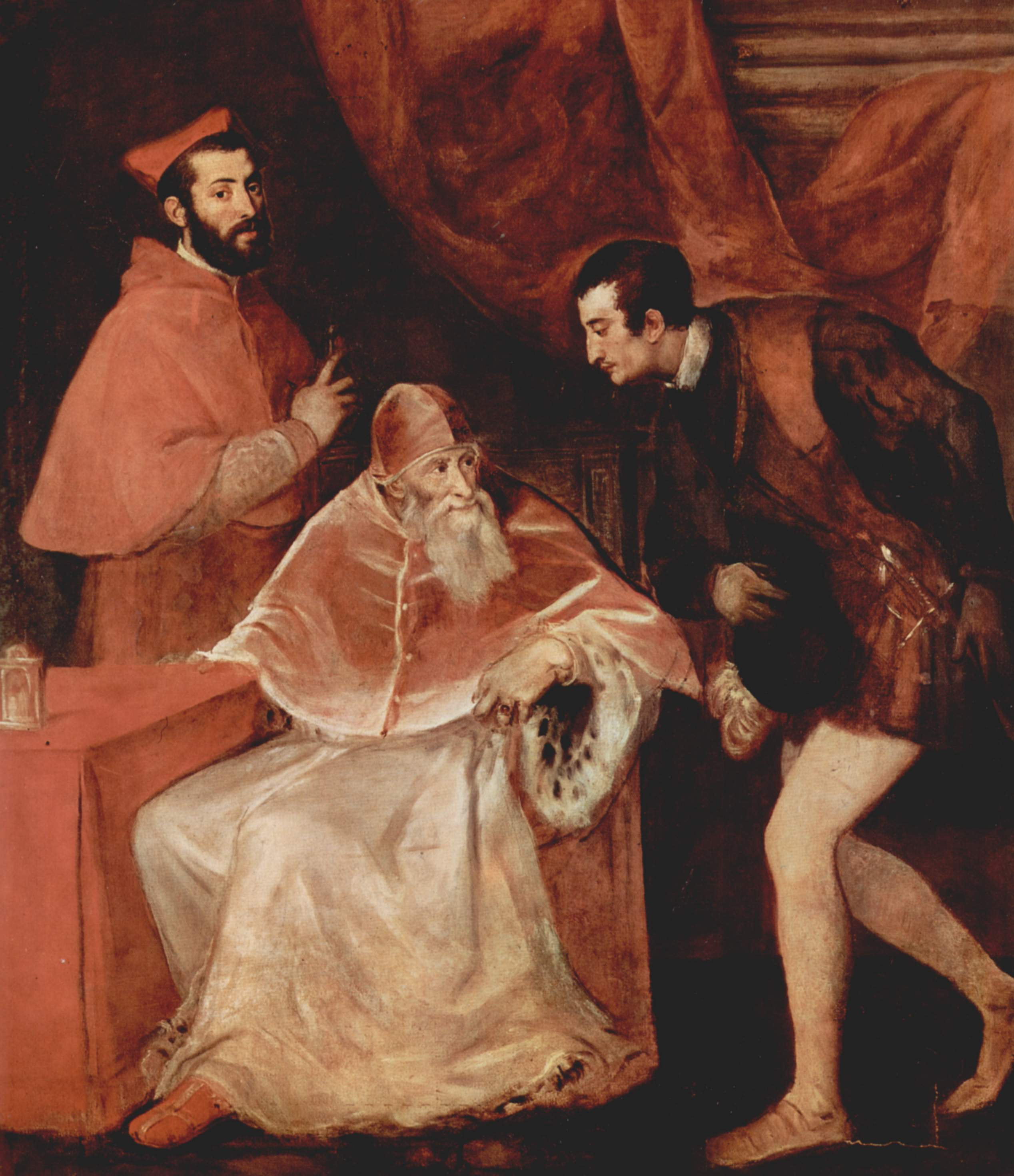
Papst Paul III. und seine Nepoten – Giulias Bruder Papst Paul III. mit seinen Enkeln Kardinal Alessandro Farnese (links) und Herzog Ottavio Farnese auf dem Gemälde von Tizian (um 1568, Museo di Capodimonte, Neapel)

Nach dem Tod Alexanders VI. im Jahre 1503 nahm das öffentliche Interesse an Giulia Farnese rasch ab. Laura Orsini wurde am 16. November 1505 im Appartamento Borgia des Apostolischen Palast mit Niccolò della Rovere, einen Neffen des Papstes Julius II. verlobt. Die Hochzeit fand am 6. Juni oder 6. Juli 1506 im Palast des Kardinals Raffaele Riario statt. Die Mitgift, die unter anderem 20.000 Dukaten, das Castello Orsini in Vasanello und ein Haus nahe beim Palazzo Farnese umfasste, wurde im Namen der Brautmutter vom Notar Camillo Benimbene beurkundet. Kinder aus dieser Ehe und Enkel Giulia Farneses waren Lavinia, Elena und Giuliano della Rovere. 1506 heiratete Giulia Farnese in zweiter Ehe den neapolitanischen Edelmann Giovanni Capece Bozzato, Baron von Afragola und Herr von Balsorano, den sie 1496 bei der Hochzeit von Jofré und Sancia Borgia kennengelernt hatte, und wurde Gouverneurin von Carbognano. Nach dem Tod ihres ersten Mannes am 31. Juli 1500 und dem Tod ihres zweiten Gemahls im Jahr 1517 führte sie ein zurückgezogenes Leben und verwaltete als Witwe ihre Güter bis zu ihrer Rückkehr nach Rom im Jahr 1522, wo sie im Haus ihres Bruders Alessandro im Alter von fünfzig Jahren verstarb. In ihrem im Staatsarchiv Neapel aufbewahrten Testament vermachte sie all ihren Besitz der gemeinsamen Tochter mit dem Papst, Laura Orsini. Ihrem Bruder hinterließ sie einzig ihr Bett, ein zynischer Hinweis auf eine bedeutende Ursache seines Aufstieges.

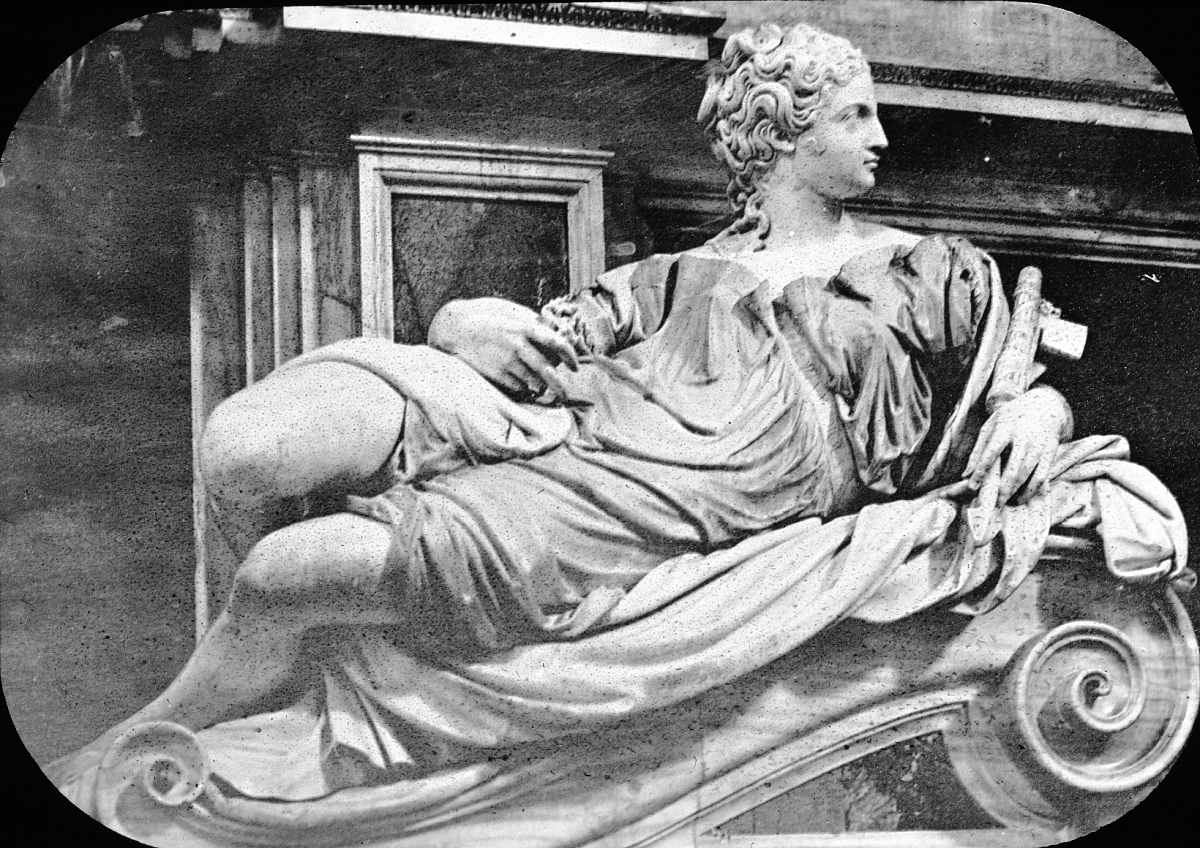
Vermutliche Darstellung Giulia Farneses auf dem Grabmal Pauls III.

Giulia Farneses Grab ist unbekannt. Dennoch soll sich bis heute ein Abbild von ihr erhalten haben, und zwar im Petersdom in Rom. Als Teil des links vom Hochaltar befindlichen Grabmals des Papstes Paul III., geschaffen vom Bildhauermeister Guglielmo della Porta, glaubten schon Zeitgenossen, eine Statue seiner Schwester, der „Bella Giulia“, zu erkennen. Der Stein sei so lebendig und voll erotischer Ausstrahlung gewesen, dass immer wieder junge Männer vor ihm zu „unsittlichen Handlungen“ hingerissen wurden. Um 1600 ließ daher der Vatikan diese liegende, ursprünglich nackte Figur mit einem Metallhemd aus Blei bekleiden, das sich noch im 18. Jahrhundert gegen ein Trinkgeld entfernen ließ.